# Bagages Superior
Bagages Superior est un voilier monocoque de course au large  mis à l'eau en 1992. Conçu par Jean-Marie Finot et construit par CDK Technologies. Barré par Alain Gautier, il gagne le second Vendée Globe en 110 j 02 h 22 min 35 s.

## Historique
De 1992 à fin 1995, le bateau est barré par Alain Gautier qui gagne le Vendée Globe avant de participer à la Course de l'Europe en 1993 puis à la Route du Rhum en 1994.
En janvier 1996, il est vendu à Mr Fauvel du Casino d’Étretat, pour Éric Dumont et prend le nom de Café Legal-Legout en vue du Vendée Globe. Éric repart pour la Route du Rhum 1998 avec comme sponsor Le Havre 2000.
En 1999, de gros travaux sont entrepris pour lui permettre d'atteindre les critères de stabilité imposés : nouvelle quille mobile plus profonde, plus lourde avec structure s'y attachant. Il a passé le test de stabilité à 180° aux Sables-d'Olonne. Le bateau change de nom pour Euroka - Un Univers de Services (ou UUDS).
En 2000, Bagages Superior, toujours barré par Éric Dumont, participe à son troisième Vendée Globe consécutif mais abandonne à la suite d'une avarie de safran.
En 2002, UUDS, avec l'aide du Casino d’Étretat, soutient Miranda Meron pour participer à la Route du Rhum. UUDS a l'idée de la soutenir jusqu'au Vendée 2004.
En 2004, le voilier est mis en vente pour 35 000 €. Il fait une course en 2005, La Route des Hortensias, barré par Jean de la Touche. Jusqu'en 2010, il est basé à La Rochelle. En août 2010, Zbigniew Gutkowski le rachète pour 11 000 €. Le bateau s'appelle désormais Operon Racing et termine second de la Velux 5 Oceans 2010-2011. Le bateau est vu dans le port de Gdansk en Pologne, en avril 2019.

## Palmarès

### Bagages Superior
- 1992-1993
  - 1er du Vendée Globe barré par Alain Gautier
- 1993 :
  - 3e de la Course de l'Europe des monocoques plus de 60 pieds
  - 2e de la Transat Jacques-Vabre 1993 barré par Alain Gautier
- 1994 :
  - 4e de la Route du Rhum[3] (2e monocoque) barré par Alain Gautier

### Café Legal-Le goût
- 1996:
  - 6e de la Transat anglaise en monocoque (et 9e au général) barré par Eric Dumont
- 1996-1997 : 
  - 4e du Vendée Globe barré par Eric Dumont en 116 j 16 h 43 min
- 1997 :
  - Abandon dans la Transat Jacques-Vabre barré par Eric Dumont et Eric Denamiel

### Le Havre 2000
- 1998 :
  - Abandon dans la Route du Rhum

### Euroka - Un Univers de Services et UUDS
- 2000-2001 : 
  - Abandon dans le Vendée Globe barré par Eric Dumont
- 2001 :
  - 9e dans la Transat Jacques-Vabre barré par Miranda Merron et Frédérique Brulé
- 2002
  - 8e Route du Rhum en classe IMOCA barré par Miranda Merron
- 2003
  - 2e de la Route du Nouveau Monde[1] barré par Miranda Merron

### Operon Racing
- 2010-2011 :
  - 2e de la Velux 5 Oceans barré par Zbigniew Gutkowski